# Turniej o Brązowy Kask 2013
Turniej o Brązowy Kask 2013 – zawody żużlowe, organizowane przez Polski Związek Motorowy dla zawodników do 19. roku życia. W sezonie 2013 rozegrano dwa turnieje półfinałowe oraz finał, w którym zwyciężył Krystian Pieszczek.

## Finał
- Łódź, 17 sierpnia 2013
- Sędzia: Wojciech Grodzki

| Msc. | Zawodnik           | Klub                  | Pkt   |             |  |
| ---- | ------------------ | --------------------- | ----- | ----------- |  |
| 1    | Krystian Pieszczek | Wybrzeże Gdańsk       | 14 +3 | (2,3,3,3,3) |  |
| 2    | Bartosz Zmarzlik   | Stal Gorzów Wlkp.     | 14 +2 | (3,3,3,3,2) |  |
| 3    | Piotr Pawlicki     | Unia Leszno           | 12 +3 | (2,3,3,3,1) |  |
| 4    | Artur Czaja        | Włókniarz Częstochowa | 12 +2 | (3,3,3,3,0) |  |
| 5    | Mateusz Borowicz   | Unia Tarnów           | 9     | (3,2,2,0,2) |  |
| 6    | Adrian Cyfer       | Stal Gorzów Wlkp.     | 9     | (1,2,1,2,3) |  |
| 7    | Hubert Łęgowik     | Włókniarz Częstochowa | 8     | (3,2,u,d,3) |  |
| 8    | Marcin Nowak       | Unia Leszno           | 8     | (2,1,2,1,2) |  |
| 9    | Bartosz Bietracki  | Polonia Bydgoszcz     | 7     | (d,1,2,1,3) |  |
| 10   | Marcin Wawrzyniak  | Wanda Kraków          | 7     | (1,1,1,2,2) |  |
| 11   | Daniel Kaczmarek   | Unia Leszno           | 4     | (u,2,0,2,0) |  |
| 12   | Ernest Koza        | Unia Tarnów           | 4     | (2,1,1,w,w) |  |
| 13   | Kacper Woryna      | ROW Rybnik            | 4     | (1,d,2,1,w) |  |
| 14   | Michał Piosicki    | Unia Leszno           | 2     | (0,w,d,1,1) |  |
| 15   | Filip Marach       | Ostrovia Ostrów Wlkp. | 1     | (1,0,u,–,–) |  |
| 16   | Alex Zgardziński   | Falubaz Zielona Góra  | 0     | (0,d,–,–,–) |  |
| 17   | Mike Trzensiok     | Sparta Wrocław        | 0     | (w,d,–,–,–) |  |

Bieg po biegu:
1. Czaja, Koza, Woryna, Trzensiok (w/u)
2. Zmarzlik, Nowak, Wawrzyniak, Piosicki
3. Borowicz, Pawlicki, Cyfer, Zgardziński
4. Łęgowik, Pieszczek, Marach, Kaczmarek (u4)
5. Zmarzlik, Cyfer, Koza, Marach
6. Pieszczek, Borowicz, Nowak, Trzensiok (d4)
7. Pawlicki, Łęgowik, Wawrzyniak, Woryna (d4)
8. Czaja, Kaczmarek, Piosicki (w/u), Zgardziński (d/s)
9. Pawlicki, Nowak, Koza, Kaczmarek
10. Zmarzlik, Łęgowik (u2), Bietracki (d3)
11. Pieszczek, Woryna, Cyfer, Piosicki (d4)
12. Czaja, Borowicz, Wawrzyniak, Marach (u4)
13. Pieszczek, Wawrzyniak, Bietracki, Koza (w/u)
14. Pawlicki, Bietracki, Piosicki
15. Zmarzlik, Kaczmarek, Woryna, Borowicz
16. Czaja, Cyfer, Nowak, Łęgowik (d4)
17. Łęgowik, Borowicz, Piosicki, Koza (w)
18. Cyfer, Wawrzyniak, Bietracki, Kaczmarek
19. Bietracki, Nowak, Woryna (u3)
20. Pieszczek, Zmarzlik, Pawlicki, Czaja
21. Bieg o 3. miejsce: Pawlicki, Czaja
22. Bieg o 1. miejsce: Pieszczek, Zmarzlik